# 阿卜杜卡迪爾·胡桑諾夫
阿卜杜卡迪爾·胡桑諾夫（2004年2月29日—）是烏茲別克足球運動員，司職後衛，烏茲別克國家足球隊成員，現時效力英超俱乐部曼城。

## 榮譽
烏茲別克U20
- U-20亞洲盃冠軍 : 2023

## 外部連結
- Soccerway資料庫：阿卜杜卡迪爾·胡桑諾夫
- 阿卜杜卡迪爾·胡桑諾夫的Telegram